# Кашапов Артур Маратович
Кашапов Артур Маратович (позивний Kilo) (19 жовтня 1987 — 14 травня 2015, Миколаїв, Україна) — майор Збройних сил України, заступник командира батальйону 79-ї окремої аеромобільної бригади ЗС України.

## Життєпис
2008 року закінчив Львівський інститут Сухопутних військ імені гетьмана Петра Сагайдачного за спеціальністю «Бойове застосування та управління діями аеромобільних підрозділів».
Під час війни на сході України брав участь в протистояннях у Слов'янську, обороні Донецького аеропорту та боях за Дебальцеве.
Загинув у ДТП 14 травня 2015 року в Миколаєві в районі парку «Перемога», на в'їзді на Інгульський міст, поспішаючи на поховання своєї 8-місячної доньки, яка померла за два дні до трагедії.
Похований на Центральному цвинтарі Миколаєва.

## Нагороди
- Орден Богдана Хмельницького ІІІ ст. (26 лютого 2015) — за особисту мужність і героїзм, виявлені у захисті державного суверенітету та територіальної цілісності України, вірність військовій присязі[3]